# Estadi Hassan II
L'Estadi Hassan II (en àrab: ملعب الحسن الثاني) és un projecte d'estadi de futbol que es construirà a Benslimane, a l'est de Casablanca. Un cop acabat el 2028, s'utilitzarà principalment per a partits de futbol i servirà de seu de la selecció de futbol del Marroc. Està previst que tingui capacitat per a 115.000 espectadors, cosa que el convertirà en l'estadi de futbol més gran del món. També substituirà l'Estadi Mohammed V com a estadi dels clubs més importants del Marroc, el Raja CA i el Wydad AC.
El projecte inicial estava previst per a la Copa del Món de 2010, per a la qual el Marroc va perdre la seva candidatura davant Sud-àfrica. Incloïa cinc grans estadis a tot el país, entre ells l'Estadi Ibn Batouta l'Estadi de Marràqueix i dos més a les ciutats d'Agadir i Fes. Anys després, va ser una de les catorze seus de la candidatura del Marroc per albergar el Copa del Món de 2026 i hauria albergat els partits inaugural i final, però es va votar a favor de la candidatura del Canadà, Mèxic i els Estats Units. La seva construcció es va confirmar finalment l'octubre del 2023, després de l'anunci que el Marroc acollirà la final de la Copa Africana de Nacions del 2025 i del Mundial de 2030 amb Espanya i Portugal. L'Estadi porta el nom de l'anterior rei Hassan II del Marroc.

## Història

### Projecte inicial
Al llarg dels anys, hi ha hagut rumors persistents al voltant de la construcció d'un nou estadi i la data prevista de finalització. Aquestes especulacions van cobrar força, sobretot després que l'Estadi Mohammed V patís danys en diversos partits dels seus inquilins, el Raja CA i el Wydad AC. Aquests dos equips tenen una important participació a les competicions interclubs africanes i als tornejos nacionals.
El projecte inicial estava previst per la Copa del Món de 2010, per al qual el Marroc va perdre la seva candidatura davant de Sud-àfrica per 4 vots a favor i 14 en contra. Incloïa cinc grans estadis a tot el país, entre ells l'Estadi Ibn Batouta, l'Estadi de Marràqueix i dos més a les grans ciutats d'Agadir i Fes. Anys després, va ser un dels 14 estadis inclosos a la candidatura del Marroc per a la Copa Mundial de la FIFA 2026, que incloïa la construcció de dos nous estadis a Casablanca. No obstant això, el 13 de juny de 2018, a Moscou, 203 federacions membres de la FIFA van votar a favor de la candidatura unida de Canadà, Mèxic i Estats Units, amb 134 vots davant dels 65 del Marroc.

### Construcció
La situació va fer un nou gir després de la històrica classificació de la selecció del Marroc de futbol per a les semifinals de la Copa del Món de la FIFA 2022. Aquest èxit va impulsar la Reial Federació Marroquina de Futbol a prendre la iniciativa en l'organització de grans esdeveniments futbolístics, com la Copa Africana de Nacions del 2025. A més, ha sorgit una prometedora col·laboració amb Espanya i Portugal, que presenten conjuntament la seva candidatura per acollir el Mundial de 2030. Aquests avenços han revifat els debats sobre l'anhelada construcció del Grand Stade de Casablanca, proposat inicialment per als Mundials de 2010 i 2026. Aquests avenços van ser confirmats per Fouzi Lekjaa, President de la Reial Federació Marroquina de Futbol, durant una reunió governamental encapçalada pel Primer Ministre Aziz Akhannouch el 22 de juny de 2023. Fouzi va presentar els detalls complets de la candidatura conjunta per a la Copa Mundial de la FIFA 2030, posant èmfasi en el paper central de la construcció de l'estadi a la candidatura.
El 20 d'octubre del 2023, el Govern i la Caisse de Dépôt et de Gestion van signar un acord que destina aproximadament 5.000 milions de dirhams a la construcció de l'estadi durant el període 2025-2028. També es va posar en marxa la renovació dels altres estadis que acolliran l'AFCON de 2025 i la Copa del Món de 2030. Es mobilitzaran 9.500 milions de dirhams per adequar sis estadis a les normes de la CAF en el període 2023-2025. A continuació, es durà a terme una segona actualització en el període 2025-2028, de conformitat amb les normes de la FIFA, per un pressupost que oscil·larà entre 4.500 i 6.000 milions de dirhams.
El 28 d'octubre, durant una roda de premsa amb els seus homòlegs espanyol i portuguès, Pedro Rocha i Fernando Gomes, el president de la RFMF Fouzi Lekjaa va declarar: «La construcció del nou estadi de Casablanca començarà a finals de desembre i durarà més de dos anys», abans de precisar que l'estadi es posarà a disposició del Raja CA i del Wydad AC.
El 14 de març de 2024, un consorci dirigit per l'empresa local Tarik Oualalou Architecte (Oualalou + Choi), i que incloïa Populous, va ser seleccionat durant un concurs de disseny per al Gran Estadi de Casablanca.